# Unguja
Unguja è la più importante, più grande e più popolata isola di Zanzibar. Viene anche chiamata semplicemente Zanzibar (o per esteso Isola di Zanzibar, Zanzibar Island). Si trova nella metà inferiore dell'arcipelago di Zanzibar, nell'Oceano Indiano, di fronte alla costa della Tanzania, e circa 59 km a sud della seconda più grande isola dell'arcipelago, Pemba. La città principale di Unguja, anch'essa chiamata Zanzibar (o Stone Town se si fa riferimento solo al suo centro storico), svolge il ruolo di capitale di Zanzibar, e si affaccia sulla costa occidentale dell'isola, grosso modo di fronte alla città tanzaniana di Bagamoyo, da cui è divisa dallo stretto di Zanzibar, che in quel punto ha una larghezza di circa 40 km.
Unguja è un'isola collinosa, lunga circa 85 km da nord a sud e circa 30 km da est a ovest, nel punto di maggiore larghezza, per una superficie totale di circa 1660 km². La popolazione è distribuita soprattutto a nord, nordovest e ovest, dove il terreno è più fertile; la costa orientale è più arida e vi abbonda la roccia corallina, poco adatta all'agricoltura. Le spiagge bianche della costa orientale, con l'antistante barriera corallina, sono invece rinomate da un punto di vista turistico. Sempre sul versante est si trovano le acque più pescose e la maggior parte dei villaggi di pescatori.
Vi si parla il kiunguja, la variante dello swahili su cui si basa lo swahili standard moderno.

## Suddivisione amministrativa
Da un punto di vista amministrativo, il territorio dell'isola di Unguja è diviso in tre regioni (Zanzibar Centro-Sud, Zanzibar Nord e Zanzibar Urbana-Ovest), a loro volta suddivise in cinque distretti (Zanzibar Centrale, Zanzibar Sud, Zanzibar Nord A, Zanzibar Nord B e Zanzibar Ovest).

## Monumenti e luoghi d'interesse
Unguja è ricca di luoghi di interesse storico e ambientale, cosa che ne fa anche un'importante meta turistica.
- Stone Town, la capitale storica del Sultanato di Zanzibar, dichiarata Patrimonio dell'Umanità UNESCO a causa dei numerosi edifici storici (come il Palazzo delle Meraviglie) e dell'architettura tipicamente swahili, che unisce elementi moreschi, arabi, indiani ed europei;
- Parco nazionale di Jozani Chwaka Bay, area naturale protetta che include la celebre foresta di Jozani, uno degli ultimi lembi di foresta primigenia rimasti nell'arcipelago, nota fra l'altro per ospitare una delle ultime specie endemiche sopravvissute a Zanzibar, il colobo rosso di Zanzibar;
- Jambiani, una celebre spiaggia di sabbia bianca corallina, che si estende nella metà sudorientale della costa. La spiaggia di Jambiani è la parte più nota di una lunga sequenza di spiagge della costa sudorientale, tutte dotate di strutture turistiche di diverse dimensioni; fra le altre si possono citare per esempio Paje e Bwejuu.
- Kizimkazi, vicino all'estremità sudoccidentale di Unguja, è un'altra rinomata località turistica; vi si organizzano escursioni per ammirare i turisopi che nuotano nei pressi della riva.

## Centri abitati
Oltre alla città di Zanzibar/Stone Town, i principali insediamenti di Unguja sono Mbweni, Mangapwani, Chwaka, Nungwi, Jambiani, Michenzani, Kizimkazi, Koani e Mkokotoni e Uroa.

## Isole circostanti
Tutto intorno a Unguja sono distribuite una quantità di isole minori, di cui solo due (Tumbatu e Uzi) abitate.